# Čou-čchü

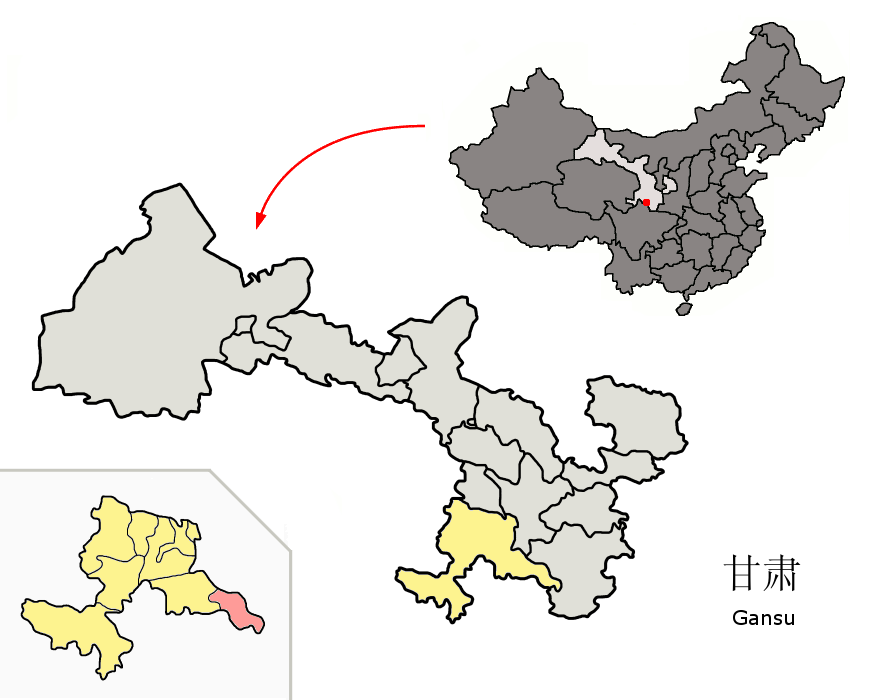
Čou-čchü růžově na mapě Čínské lidové republiky

Čou-čchü (tibetsky: འབྲུག་ཆུ།, čínsky 舟曲县, pchin-jinem Zhōuqǔ Xiàn) je okres v autonomní prefektuře Kan-nan v provincii Kan-su v Čínské lidové republice. Má poštovní směrovací číslo 746300 a v roce 1999 měl 129 858 obyvatel.
Dne 8. srpna 2010 zde došlo k velkým sesuvům půdy, při kterých zahynulo nebo se ztratilo přes 1700 lidí.